# 김미희 (1966년)
김미희(金美希, 1966년 1월 18일 ~ , 목포)는 대한민국 약사 출신의 정치인이다. 제19대 국회의원을 지냈으나 통합진보당이 해산 결정이 내려져 의원직을 상실하였다. 2010년 이재명 성남시장 인수위원장을 맡아 성남시정을 총괄기획한 바 있으며, 대한약사회 정책기획단장과 성남시공공어린이재활병원 11,304명이 청구인 서명한 주민조례 청구인대표로 활동하고 있다.

## 학력
- 목포여자고등학교 졸업 (84년)
- 서울대학교 약학 학사

## 경력
- 1995년 ~ 2002년 : 제2‧3대 성남시의원
- 2004년 ~ 2005년 : 민주노동당 최고위원
- 2010년 : 이재명 성남시장 인수위원장
- 2011년 : 성남시 초등학교 학부모회장협의회 대표
- 2012년 ~ 2013년 : 통합진보당 원내부대표
- 2012년 5월 ~ 2014년 12월 재 제19대 통합진보당 국회의원(경기 성남시 중원구)
  - 2012년 7월 ~ 2014년 12월 : 제19대 국회 보건복지위원회 위원
  - 2014년 6월 ~ 2014년 12월 : 제19대 국회 후반기 예산결산특별위원회 위원
- 2019년 5월 ~ 현재 : 대학약사회 정책기획단장
- 2019년 ~ 현재 : 성남시 공공어린이재활병원 설립조례 대표청구인

## 전과
- 폭력행위등처벌에관한법률위반, 집회및시위에관한법률위반: 징역 1년 6월, 집행유예 3년 - 1987년 2월 13일 선고[1]

## 역대 선거 결과
|  | 28.41% |

|  | 29.40% |

|  | 24.27% |

|  | 11.67% |

|  | 10.62% |

|  | 9.29% |

|  | 27.69% |

|  | 46.77% |

|  | 8.46% |

|  | 3.05% |